# 澳門2019冠狀病毒病疫苗接種計劃
澳門的嚴重特殊傳染性肺炎疫苗接種計劃，是由澳門特別行政區政府執行的大規模嚴重特殊傳染性肺炎疫苗接種計劃。計劃的目標，是為澳門全數適合接種疫苗的澳門居民、大專學生及部分位處前線工作的外地僱員，免費提供疫苗注射。外地僱員可選擇自費接種，以保障澳門大部分人員免受嚴重特殊傳染性肺炎感染，遏止澳門的嚴重特殊傳染性肺炎疫情。

## 籌備工作
- 2020年3月份，政府開始已和疫苗廠家接觸，直接和三種研發進度較快、三種技術路線（滅活、mRNA、腺病毒載體）的疫苗生產公司洽談。
- 2020年7月份，政府參加WHO-GAVI（全球疫苗接種聯盟）的COVAX機制（全球新冠病毒疫苗保障計劃），以及於9月簽署了COVAX（全球新冠病毒疫苗保障計劃）協議，採購20萬劑，並繳交了訂金。預期COVAX機制供應的疫苗會在2021年第四季開始供應。
- 2020年12月14日，新型冠狀病毒感染應變協調中心公佈澳門新冠肺炎疫苗接種對象︰優先接種高暴露人群或有特別需要的人士，包括前線抗疫人員（包括醫護、消防、警察等）、高職業暴露人群（交通運輸人員、冷鏈產品接觸人員）、需要前往外國的居民等。隨後再開展全民接種，接種疫苗均以自願為原則。
- 部分人士不能接種新冠疫苗人群，例如16歲以下兒童、孕婦、計劃3個月內懷孕的婦女。因未有臨床試驗數據，疫苗接種對象將根據本澳疫情和世界各地的最新建議及更多的臨床資料進行調整。[1]
- 至於問及疫苗成本，衛生局疾病預防控制中心傳染病防制暨疾病監測部協調員梁亦好表示，與廠方簽署合約時，相關價格為保密內容。[2]

## 疫苗抵澳與接種計劃
- 2021年2月1日，澳門政府宣布，第一批由國藥集團生產的10萬劑滅活疫苗，將於2月5日運抵澳門，預計将在農曆新年前後優先安排包括醫護人員、各口岸前線人員、賭場莊荷、教學人員、司機或急需往外地的人士接種。而復星醫藥同德國BioNTech合資的10萬劑疫苗，則预计在2月26日前運抵澳門。而AstraZeneca的疫苗則預計最快2021年第3季才會抵達澳門[3]。
- 2021年2月6日，首批由國藥集團生產的10萬劑滅活疫苗運抵澳門，于9日早上安排接種儀式，澳門行政長官賀一誠率領大部分主要官員在接種儀式上即時接種疫苗[4][5]。
- 2021年2月8日，新型冠狀病毒感染應變協調中心表示，第一階段優先接種疫苗的人群，包括前線抗疫人員、高職業暴露人群及需要前往流行地區的人士，即日可開始預約，並於2月9日9時開始接種；第二階段開放予其他居民接種，2月9日中午12時起可以預約，於2月22日後接種，有需要協助預約人士，可到社工局轄下8個站點由工作人員提供協助[6]。為了向新冠病毒疫苗接種人士提供額外的保障，政府已選出一家保險公司就接種疫苗的不良反應或副作用而出現不良後果之情況，提供投保年期為1年的團體保險服務；被保人為任何按衛生局指引接種疫苗的人士，年齡由16至85歲（不論性別和健康狀況）[7]。
- 2021年2月17日，新型冠狀病毒感染應變協調中心表示，截至2月17日下午 4時，已有逾 1萬人預約接種新冠疫苗，其中，4,300人屬優先接種人群，有 2,000人已完成疫苗接種，整體接種流程順暢，暫未收到任何接種後有不良反應的報告。至於2月22日開放讓全澳居民接種，當日已接獲 2,200人預約，預約平均分布在各區共 12個接種點，預計每日共可提供 5,000個接種名額。[8]
- 2021年2月27日，首批由BioNTech生產的10萬劑mRNA疫苗運抵澳門。[9]
- 2021年2月28日，第二批批由國藥集團生產的40萬劑滅活疫苗運抵澳門，首輪預訂共50萬劑國藥集團生產的滅活疫苗經已全數抵澳。
- 2021年3月24日，復星在3月23日晚上接到德國藥廠BioNTech通知，注意到供應香港和澳門的“210102”批次疫苗存在少量與封蓋有關的瑕疵，港澳早上起暫停接種。代理商上海復星醫藥中午發公告稱，疫苗暫停使用並作封存，是出於對產品安全高度負責的態度而謹慎做出，未有證據表明相關批次產品可能存在風險。相關批次疫苗在香港和澳門的後續接種安排可能存在影響，預計不會對集團正常生產經營造成重大影響。 [10]
- 2021年3月27日，應變協調中心接獲復星通知，經調查未發現德國BioNTech生產的mRNA新冠疫苗，由封裝到使用之中有任何可能造成包裝瑕疵的顯著因素，不排除有關情況是由長途運輸過程中的環境因素引致，亦沒證據顯示供澳的 mRNA新冠疫苗存在安全風險。[11]
- 2021年4月5日，衛生局恢復接種復星BioNTech疫苗。
- 2021年4月15日，考慮到澳門已有足夠新冠疫苗供應，目前沒輸入阿斯利康疫苗的緊急性，衛生局決定暫緩引進，並與藥廠進一步討論和溝通有關安排，同時繼續密切留意世界各地最新數據。

### 放寬疫苗接種年齡上限
- 2021年6月18日起，接種復星BioNTech疫苗的年齡下調至年滿12歲人士。仁伯爵綜合醫院醫務主任戴華浩表示衛生局有計劃派員到各中學進行宣講，但由於各中學已進入考試階段及即將放暑假，當局料最快可於9月於各中學陸續提供外展接種服務。
- 2021年10月18日起，接種國藥集團滅活疫苗的年齡下調至年滿12歲人士。[12]
- 在2021年11月4日應變恊調中心新聞發佈會上，山頂醫院醫務主任戴華浩指，正積極考慮進一步將新冠疫苗接種年齡下調，由現時的12歲及以上人群，擴展至3歲及以上人士就能接種。目前正研究國藥滅活疫苗及BNT mRNA疫苗在世界各地的相關臨床報告及數據，並定會從安全性及有效性作出考慮，有充份數據支持下才會落實執行。 [13]
- 2021年11月22日，應變恊調中心宣佈根據第179/2021號行政長官批示，國藥滅活疫苗適用人群下調至年滿3歲或以上，有關批示於翌日 (2021年11月23日) 正式生效，家長或其他監護人可由即日起開始可為相關人士預約接種，同時亦提醒未滿18歲人士接種嚴重特殊傳染性肺炎疫苗，必須取得其家長，或其他監護人同意。[14]

### 增加疫苗接種站
- 2021年4月20日，增設鏡湖醫院新冠疫苗接種站，位於鏡湖醫院急診住院大樓1樓，服務時間為早上9時至下午6時，每日提供180個預約名額，服務對象為60歲以下的澳門居民和外僱，暫時僅提供國藥滅活疫苗。
- 2021年4月27日起，新冠疫苗外展接種計劃開展，對象為本澳各大專院校、大型企業和機構，歡迎聯絡衛生局預約接種疫苗。
- 2021年5月17日，增設科大醫院新冠疫苗接種站，暫時僅提供國藥滅活疫苗。
- 2021年5月18日，各接種站均提供60歲或以上人士的接種服務：即日後60歲或以上人士可按需要預約到新型冠狀病毒疫苗接種站接種疫苗。
- 2021年5月20日，增設綜藝館社區大型疫苗接種站，暫時僅提供國藥滅活疫苗，首階段開放時間為9:00至17:00，接種對象為18歲或以上符合免費接種人士，暫時每小時開放 60個預約名額，另設無需預約的即時接種名額。
- 2021年6月12日，增設工人醫療所的台山診所及美的路診所新冠疫苗接種站，暫時僅提供國藥滅活疫苗。
- 2021年6月21日，增設用望廈體育中心社區大型疫苗接種站，暫時僅提供國藥滅活疫苗，服務時間為10:00至19:00。綜藝館大型疫苗接種站服務時間改為09:00至21:00，並增加至3,000名額。其他14個接種站合共增加400個名額，增加名額後，本澳15個站點合共提供8,200個名額，預計下星期望廈體育中心接種站投入運作後，全澳總名額有望達到10,000個。[15]
- 2022年12月14日，因應市民接種2019冠狀病毒病疫苗需求增加，應變協調中心再度徵用該體育中心用作疫苗接種站，由衛生局與鏡湖醫院合作[16][17]。大型社區疫苗接種站於當天下午3時起重新運作，提供12歲或以上人士接種單價／二價mRNA 疫苗（信使核糖核酸疫苗）服務；逢星期日及公眾假期暫停服務，核酸檢測站遷往3樓繼續運作[18]。
- 2022年12月19日，石排灣衛生中心提供長者及5歲至11歲兒童毋須預約接種mRNA疫苗：另外於2022年12月20日起，新增塔石體育館A館作接種站點，預約人士優先，未預約人士可毋須預約直接前往接種國藥及mRNA新冠疫苗，現場採取分段取籌安排及設有長者專道[19]。

### 流動疫苗接種車
由2022年4月起，為進一步推動長者及慢性病患者接種2019冠狀病毒病疫苗，衛生局增設的流動疫苗接種車會在各周未期間停泊在其中一個社區中，為在附近居住或工作的市民接種疫苗，當中包括行動不便、長期臥床及65歲或以上的長者等。
- 2022年4月1日至4月3日：青洲社屋
- 2022年4月9日至4月10日：祐漢公園

### 疫苗接種站停止服務
- 2022年6月9日，衛生局疾病預防及控制中心傳染病防控處處長梁亦好宣佈位於望廈體育中心一樓的大型社區疫苗接種站由6月13日起停止服務。[21]
- 2022年12月28日，新型冠狀病毒感染應變協調中心表示因最新防疫安排，澳門綜藝館大型接種站由同年12月29日起停止接種服務，已預約人士按原接種日期和時間可到青洲、下環、湖畔嘉模及海洋花園衛生中心接種站接種疫苗，而已預約人士也會收到短訊通知；此外，望廈體育中心疫苗接種站亦於同年12月31日起停止接種服務[22]。

### 二價mRNA疫苗和兒童mRNA疫苗接種安排
2022年11月26日，衛生局宣佈澳門特區政府已購買針對新冠病毒Omicron變異株BA.4/5的復必泰（BioNTech）二價mRNA疫苗和可供6個月至4歲幼兒接種的復必泰（BioNTech）mRNA疫苗，上述疫苗均已抵達澳門，待完成疫苗收貨程序後，將開始提供接種，並稍後公佈詳情。
2022年11月29日，衛生局宣佈二價mRNA疫苗和可供6個月至4歲幼兒接種的mRNA疫苗已抵澳並完成相關收貨程序，現開放居民最早可於11月30日早上10時開始預約，並於12月1日開始提供接種。相關疫苗僅供供選用mRNA疫苗作為加強劑的人士接種，接種地點均有不同安排。

## 第一針加強劑接種計劃
- 2021年10月11日，世界衛生組織的疫苗顧問小組就接種嚴重特殊傳染性肺炎疫苗疫苗「加強針」發出新指引。其一建議免疫能力不足的人士應接種加強針，涵蓋所有世衛緊急授權使用的疫苗。另外亦建議為已完成接種科興、國藥兩款中國製疫苗的60歲或以上人士，在打第二針後的1至3個月，應接受「第三針」以減低感染風險。在2021年10月12日應變恊調中心記者會上，山頂醫院醫務主任戴華浩指有關第三針當局仍在分析研究有關數據。他又指，若推行第三針接種將會首先考慮部份特定目標人群，例如免疫力較低的高危人士、抗體降低得快、高職業暴露人士（醫護人員、冷鏈從業人員等），以提升有關人群的免疫力水平，之後才再考慮推廣至其他市民接種第三劑疫苗。[25]
- 2021年11月4日應變恊調中心記者會上，山頂醫院醫務主任戴華浩宣佈開展「嚴重特殊傳染性肺炎疫苗加強劑接種計劃」。由11月8日上午9時起，開放加強劑接種計劃預約，並於翌日（11月9日）上午9時起開放全澳18個疫苗接種站供指定人士接種。[13]
- 2022年8月4日，應變協調中心開放第2次加強劑接種（第四針），有關人士的第1次及第2次加強劑接種間距，統一縮短至前一劑接種的3個月後（不少於12周）可以接種；其他18歲或以上非高風險人士亦可選擇接種第2次加強劑。衛生局將於當天上午10時起開放有關人士預約新冠疫苗第2次加強劑接種，最早可於8月5日起進行接種。[26]

### 「加強劑」接種條件及要求
- 第一階段：1. 18歲或以上在較高風險崗位工作的人士；2. 18歲或以上免疫功能相對較低人士；3. 18歲或以上在院舍內或其他集體居住環境中居住的人士；4. 18歲或以上擬前往高風險地區或國家的人士；5. 60歲或以上人士。
- 第二階段：所有18歲或以上接種國藥滅活疫苗第2劑滿6個月且沒有禁忌症人士，都可以預約接種第3劑新冠病毒疫苗。曾接種「BNT mRNA」疫苗則須符合一定條件才可預約接種第3劑，包括：第一，60歲或以上； 第二，18至59歲免疫功能相對較低；第三，18至59歲暴露風險較大或感染後影響較大者。第3劑優先選用和前2劑相同技術路線的疫苗，但亦可按個人意願選用另一技術路線的疫苗。[27]
- 不建議及不適宜接種對象：12歲以下人士；12-17歲不屬中至重度免疫受抑制人士；第2劑滿6個月者，18-59歲已接種2劑BNT mRNA疫苗，但不屬於高風險人士；完成腺病毒載體疫苗初種系列者，例如在中國大陸接種一劑者，建議到中國大陸完成接種加強劑，暫不接受在澳門接種加強劑。[13]
- 完成疫苗初種系列後第1次加強劑的接種間隔，由6個月縮短至3個月，即建議初種滿3個月（不少於12周）後儘快接種第1次加強劑；
- 已完成第1次加強劑者，建議滿3個月（不少於12周）後接種第2次加強劑。

### 「加強劑」接種人數
- 2021年11月9日，衛生局局長羅奕龍表示，有292人接種第3劑2019冠狀病毒病疫苗加強劑，共有292人接種，其中有68人選擇「溝針」，佔約四分之一。[28]
- 2022年1月20日，已接種第3劑疫苗人數有59,203人。[29]
- 2022年8月5日，已接種第4劑疫苗人數有385人，已經有907人預約。[30]

## 疫苗接種計劃臨時暫停或調整
- 2021年8月4日上午9時至7日上午9時，因應澳門出現四宗已流入社區的變種病毒個案。應變恊調中心宣佈開展全民核酸檢測計劃。原定預留望廈體育中心作為唯一一間不受該計劃影響而開放的大型社區疫苗接種站。但在2021年8月5日上午，應變恊調中心宣佈，望廈體育中心被徵用作為全民核酸檢測站之一，疫苗接種計劃需暫停。直至2021年8月8日上午才恢復接疫苗接種服務。
- 2021年9月25日至28日，因應澳門出現兩宗於醫觀酒店發現並流入社區的確診個案，應變恊調中心宣佈開展全民核酸檢測計劃，疫苗接種計劃需暫停。直至2021年9月29日上午才恢復接疫苗接種服務。
- 2021年10月4日至7日，因應澳門出現源頭不明感染確診個案，應變恊調中心宣佈開展全民核酸檢測計劃，疫苗接種計劃需暫停。直至2021年10月8日上午才恢復接疫苗接種服務。
- 2021年10月9日，受熱帶風暴獅子山影響，氣象局於上午6時改發八號東南風球長達20小時到凌晨2時才改發三號風球，各疫苗接種站於當天全日暫停開放。
- 2021年10月12日及13日，受颱風圓規影響，氣象局於10月12日晚上10時30分改發八號東北風球，部分疫苗接種站於12日提前關閉並於13日當日全天暫停開放。
- 2022年6月19日起，因應政府防疫工作和開展全民核酸檢測計劃，衛生局只維持綜藝館社區大型疫苗接種站和湖畔衛生中心提供接種服務。

## 相關疫苗資料
| 疫苖供應商                      | 國藥集團滅活疫苗 | BioNTech mRNA疫苗 | AstraZeneca腺病毒載體疫苗                                                                            |
| ------------------------------- | --- | --- | --- |
| 適用年齡                        | 3歲或以上人士（2021年11月23日前為12歲或以上人士，2021年10月18日前為18歲或以上人士），或60歲或以上人士暫限健康狀況良好及暴露風險較高者 | 6個月或以上人士（2022年12月1日前為5歲或以上人士，2022年5月24日前為12歲或以上人士，2021年6月18日前為16歲或以上人士）                                               | 18歲或以上人士                                                                                       |
| 預計採購量 (2021年2月1日)       | 40萬 | 40萬 | 40萬                                                                                                 |
| 實際採購量 (截止2021年10月15日) | 100萬 | 約15萬8750 | 0 |
| 預計交貨時間 (2021年2月1日)     | - 首批在2021年2月5日 - 第二批在2021年2月28日                                                                                          | - 首批在2021年2月26日 - 第二批在2021年3月 | 首批在2021年第3季                                                                                    |
| 實際交貨時間                    | - 首批10萬劑 2021年2月6日 - 第二批40萬劑如期在 2021年2月28日抵達 - 第三批20萬劑 2021年8月12日早上 - 第四批30萬劑 2021年10月15日下午   | - 首批10萬劑 2021年2月27日 - 第二批19,500劑 2021年4月2日 - 第三批29,250劑 2021年4月13日 - 第四批近1萬劑 2021年6月18日早上                                         | 暫緩交貨                                                                                             |
| 產地                            | 中國大陸 | 德國、法國或比利時 | 美國                                                                                                 |
| 優點                            | - 預防中度和重度病例的有效率為100% - 副反應輕微 - 疫苗技術成熟，只需在2至8攝氏度保存，保存時間長                                      | 防發病有效率高達95% | 只需在2°C-8°C保存，保存時間長                                                                        |
| 缺點                            | - 防發病有效率為86%，不及mRNA疫苗 - 滅活疫苗通常保護時間相對較短，有可能需要多次接種                                                  | - 缺點為需在-70°C保存，對運送和儲存設備要求很高 - 使用時需要先進行解凍和稀釋 - 保存時間很短，有效期6個月 - 解凍後保存期僅5天 - mRNA疫苗是新疫苗技術，存在不確定性 | - 新發表研究，疫苗有效性為62.1％（2劑全劑量）至90.0%（半劑量+全劑量） - 不同劑量的有效性存在較大差異 |

## 不良事件
澳門衛生局稱，出現接種後不良事件，不等於由疫苗引起，可分為疫苗反應或偶合事件等，須經過專家分析和判斷原因。
應變協調中心在6月12日調整接種疫苗不良事件公布方式，只公布和疫苗接種有潛在關係的嚴重不良事件，包括死亡。而對有明顯的醫學原因能解釋成因，包括死亡在內的不良事件，則只會作為評估工作小組監測分析用途，若不尋常情況增加才會公布。調整公布方式是參考世衛的定義和世界各地做法，強調接種後出現不良事件不等於疫苗副作用。下述只列出徫生局或傳媒有公佈的個案。

### 面癱個案
山頂醫院醫務主任戴華浩表示，截止2021年7月8日為止，接獲市民接種新冠疫苗後出現的不適個案中，5宗屬於嚴重不良事件，經評估後，屬於偶合事件或不確定是否與疫苗有關。另至今有 9宗接種疫苗後「面癱」的不良事件個案，5宗判斷不確定是否與疫苗相關，1宗判斷為偶合事件，仍有3宗處於評估中。「面癱」個案即使判斷為不確定是否與疫苗相關，均可獲衛生局免費治療。「面癱」原因有很多，在澳門亦是較常見的疾病，當局按世衛指引判斷，包括較早前1宗個案判斷為偶合事件，主因是病人在接種疫苗後7週才出現「面癱」，明顯和時間相關性不吻合。
- 1名27歲男子接種在3月20日首劑復星BioNTech疫苗後，在4月14日出現面癱，列為接種後嚴重不良事件。
- 1名34歲男子接種第 1劑疫苗後，出現面癱，因為左邊咬力下降及左眼瞼閉合稍差，4月21日到山頂醫院就診，經治療後已離院，無需住院。
- 1名33歲女子4月13日在衛生中心接種第2劑國藥滅活疫苗後，出現頭暈、嘔吐及右眼眼臉閉合困難、臉部肌肉左右不對稱、唇部感覺缺失等症狀，到山頂醫院就診，經治療後，症狀已緩解，無需住院。
- 1名46歲男子在6月12日接種首劑國藥疫苗後面癱，6月18日起出現右側前額紋淺、右側鼻唇溝淺、右眼瞼閉合不全等症狀，6月19日經山頂醫院急診治療後已出院，目前患者稱面部及眼部症狀仍然持續。
- 1名58歲男子在6月12日接種首劑國藥疫苗後，在6月30日出現面癱，左側面部出現咬力減弱、嘴角偏斜及流口水，眼瞼亦閉合不全等症狀，同日傍晚到山頂醫院就診，經治療後出院。
- 1名33歲男子接種6月18日接種首劑國藥疫苗後，於7月6日出現面癱 症狀，到鏡湖醫院就診。經治療後出院。
- 1名35歲女子在6月21日接種首劑疫苗，7月18日起出現面癱症狀。
- 1名60歲女子就在6月17日接種第2劑疫苗，7月19日出現面癱症狀前曾有咳嗽和疲倦。
- 1名31歲男子完成接種 2劑國藥疫苗的 ，在個多月後出現面癱。應變協調中心表示，患者7月12日接種第2劑國藥滅活疫苗，8月18日上午出現左側面部下垂、左側咀嚼無力、左眼瞼無法閉合伴流淚等症狀，同日下午前往山頂醫院就醫，初步診斷為面癱，經治療後無需住院，個案將交由評估工作小組分析。[35]

### 不良事件
- 2021年8月18日，衛生局表示，新冠疫苗接種計劃開展至今，共接獲2,388宗接種後不良事件，其中2,380宗屬輕微不良，經判斷有1,748宗出現副作用是與疫苗相關，其中涉及國藥疫苗1,111宗，BioNTech疫苗有637宗。山頂醫院醫務主任戴華浩表示，8宗嚴重不良事件中，3宗涉及國藥疫苗，5宗涉及BioNTech疫苗。目前只有1宗17歲青年心肌炎的個案被認為與接種疫苗相關，剩下7宗不確定與疫苗有關，或屬偶合事件。[36]

### 嚴重不良事件
2021年 
- 1名67歲男子接種復星BioNTech的mRNA新冠疫苗後，出現急性冠狀動脈綜合症，衛生局列為嚴重不良事件。  衛生局稱，這名男子2021年3月5日接受健康評估，未發現禁忌症，接種1劑mRNA疫苗後，在3月9日左胸痛，休息後一度緩解，3月10日症狀加重，到山頂醫院急診就診，心電圖顯示心肌缺血，臨床診斷為急性冠狀動脈綜合症，後入院，患者平穩。衛生局稱，根據評估工作小組病例討論分析結果，事件與疫苗接種無關，屬偶合事件。患者於接種疫苗後未有即時不適，有高血脂症、吸煙史，有冠心病的家族史，從冠狀動脈造影可見病人的冠狀動脈有明顯的慢性病變表現，提示病變已持續一段較長的時間，同時患者於運動後出現左胸痛，臨床上可以判斷個案具引發急性冠狀動脈綜合徵的多個危險因素。[37]
- 1名27歲男子接種首劑復星BioNTech疫苗後出現面癱，列為接種後嚴重不良事件，患者2021年3月20日經山頂醫院健康評估後接種疫苗，4月10日晚出現輕微頭痛，4月14日下午出現左右面部不對稱，左邊面部受累，左眼瞼閉合困難及流淚、左邊咬力下降，伴有左面部刺痛，到鏡湖醫院急診就醫並收入神經科，用類固醇和對症治療，患者昨日出院，目前左面部疼痛已基本緩解，但左右面部不對稱等仍未改善。
- 1名29歲男子接種首劑國藥滅活疫苗後出現唇部、上下肢散在瘀點，患者於2021年6月16日上午在衛生中心接種首劑滅活疫苗，6月18日開始出現症狀，6月22日上午前往海傍衛生中心就醫，並轉介到山頂醫院急診。經檢查後發現血小板減少，並診斷為血小板減少症，病人被留醫情況穩定。[38]
- 1名 17歲男子在接種第2劑BioNTech的mRNA疫苗後出現嚴重不良反應，個案在2021年7月29日列作接種後不良事件，將交由評估工作小組分析討論。。該患者曾接種「復必泰」（BNT mRNA）疫苗，7月27日出現下胸悶，28日到仁伯爵綜合醫院求醫，經多項檢測未發現異常。之後在下午出現胸悶加重，再次驗血，診斷為心肌炎。到7月29日當天患者胸悶的情況而經自行緩解，情況穩定。目前該患者個案已交由評估工作小組討論。[39] 在8月17日，山頂醫院醫務主任戴華浩表示，經不良事件工作小組評估確認兩者有相關性。接種mRNA疫苗後出現心肌炎，一般來說症狀有別臨床上心肌炎，多數出現於年青男性，相對來說症狀會較輕微，經過休息或經藥物治療都會迅速、完全康復和改善，當局對mRNA疫苗接種者一直有提示，例如 1週內避免劇烈運動和多休息等。 [40]

- 1名 27歲本澳女子接種第2劑BioNTech疫苗後心肌炎，被列作疫苗接種後嚴重不良事件，患者 8月13日下午接種第2劑 BioNTech新冠疫苗，當晚出現心悸，翌日出現胸悶、疲倦和氣促，8月16日到鏡湖醫院就診，驗血結果顯示心肌旋轉蛋白T（Cardiac troponin T，TnT）升高，臨床診斷為心肌炎，需入院治療，現時患者情況穩定，相關症狀已改善。個案被列為疫苗接種後嚴重不良事件，已交由不良事件評估工作小組進一步分析討論。[41]
- 10月11日，有傳媒關注新增一宗接種新冠疫苗後嚴重不良事件，衛生局傳染病防制暨疾病監測部協調員梁亦好表示，該居民接種mRNA疫苗，兩周後出現高血壓情況，初步分析屬偶合事件、與接種疫苗無關，但衛生局方同事不小心寫錯了，會取消剛才的通報，對此表示歉意。目前該個案正處於調查中，由臨床醫生了解其出現高血壓的原因，倘與疫苗有關會作通報。[42]
- 11月16日，應變協調中心接獲一名24歲男性接種BNT mRNA疫苗後出現嚴重不良反應，該患者於11月12日晚上完成接種第二劑BNT的mRNA疫苗，翌日（11月13日）出現發熱和頭痛，到仁伯爵綜合醫院急診就醫，予以對症治療後離開。11月14日持續發熱，體溫最高達39.6℃，並出現胸痛。11月15日下午4時因持續發熱和胸痛，前往鏡湖醫院急診就醫，心電圖提示異常改變，驗血結果顯示提示心肌損傷的心肌旋轉蛋白T（Cardiac troponin T，TnT）明顯升高，臨床診斷為急性心肌炎，當晚入院作進一步診治。患者經治療後胸痛稍有緩解，情況一般。[43]
- 11月19日，應變協調中心接獲一名22歲男子於11月17日接種BNT mRNA疫苗，11月18日出現胸痛、頭痛、發熱，到山頂醫院離島急診站就醫，心電圖提示異常改變，驗血結果顯示提示心肌損傷的心肌旋轉蛋白T（Cardiac troponin T，TnT）明顯升高，臨床診斷為急性心肌炎，當晚轉入山頂醫院診治，經治療後胸痛稍有緩解，情況一般。個案將交由「疫苖接種後不良事件評估工作小組」作分析討論。[44]

### 死亡個案
- 2021年5月13日，一名48歲男性完成接種首劑mRNA疫苗，5月21日因失去意識送往鏡湖醫院，期間心跳一度出現停頓經搶救後恢復，後收入深切治療部留醫。當時經CT掃描、直視喉鏡、血液等檢查確診為急性壞死性會厭炎，並因急性壞死性會厭炎引起氣道阻塞，心跳停頓及急性缺血缺氧性腦病。5月26日，該患者病情情況惡化不治。死者身份後來被公開，為葡萄牙籍的澳門執業律師，澳門居民。衛生局 「新冠病毒疫苗接種後不良事件評估工作小組」與鏡湖醫院相關主診醫生進行即時會議，與會者一致認為，該病人的表現由急性壞死性會厭炎引起，與疫苗接種無關，屬偶合事件。[45]
- 2021年6月11日晚上，一名30多歲新福利「四四更」車長在家中不幸突然離世，巴士公司證實有接種疫苖。[46]
- 2021年7月5日下午，另外一名40多歲新福利「四四更」車長在家中不幸突然離世，巴士公司亦證實有接種疫苖。但衛生當局從未公布兩個個案，仁伯爵綜合醫院醫務主任戴華浩表示不太詳細了解傳媒提及的兩宗個案，但是，近日沒有收到涉及死亡的嚴重不良事件通報，由此推斷，近日的死亡個案與接種疫苗不相關。若不確定涉及死亡的嚴重不良事件是否與接種疫苗相關，一定通報；若明顯無關，不會通報。駕駛者，尤其職業司機涉及公共安全，衛生當局有否把注意事項提醒接種疫苗的司機？戴華浩回應，疫苗的常見副作用是疲累，或者難以入睡等；對於需要打醒十二分精神工作的人士，衛生當局都會建議他們在接種疫苗後休息。衛生當局將提醒相關的監管部門。[47]

## 誤打疫苖事件
- 2021年4月9日，衛生局稱，1名市民在2021年3月11日，在海洋花園衛生中心，接種首劑國藥疫苗。隨後在預約系統預約接種第二劑mRNA疫苗，4月9日再到場接種。經調查，系統當時自動偵測到這名市民，已接種首劑國藥疫苗，但相關人士自行修改自己接種首劑的是mRNA疫苗，並預約接種第二劑，至接種後醫護人員才發現情況。目前相關人士並無不適，經檢查健康狀況無異常，已被安排稍後在衛生中心隨診。衛生局就疏忽致歉，並且修改預約疫苗接種系統禁止市民更改接種記錄。

## 接種人數

### 2021年
- 截至2021年2月25日晚上9時，已有27,403人次預約接種新冠病毒疫苗，其中10,691人已完成接種，僅錄得6例接種後出現輕微不良事件的通報，涉及3男3女，年齡介乎51至83歲，出現的症狀包括皮疹、皮膚痕癢、頭暈、噁心、乏力、氣促、失眠或頭痛等症狀，經休息或治療後緩解。[48]
- 截至3月2日下午6時，累計共有 39,054人次預約接種新冠疫苗，其中，累計完成接種疫苗共有 16,044人次。[49]
- 截至3月6日下午4時，累計共 20,218 人次完成接種首劑新冠疫苗，而預約接種新冠疫苗就有 45,245 人次。另外，相關不良事件通報累計有 11 宗，沒有嚴重個案。[50]
- 截至3月7日下午4時，累計共有46,333人次預約接種新冠疫苗，其中，累計完成接種疫苗共有21,056人次。另外，在過去24小時，衛生局接獲8宗輕微不良事件通報；由開始接種疫苗至今，累計共接獲19宗輕微不良事件通報。
- 截至3月9日下午4時，累計共有52,486人次預約接種新冠疫苗，其中，累計完成接種疫苗共有22,865人次。另外，在過去24小時，衛生局接獲6宗輕微不良事件通報；由開始接種疫苗至今，累計共接獲30宗輕微不良事件通報。
- 截至3月10日下午4時，共有55,552人次預約接種新冠疫苗，24,040人次完成接種。過去 24小時接獲 4宗輕微不良事件通報，累計通報個案 34宗。
- 截至3月13日下午4時，累計共27,637人次接種首劑新冠疫苗，預約接種人次共 60,819。在過去 24 小時，衛生局接獲 9 宗不良事件通報，全屬輕微不良，由開始接種疫苗至今，累計 58 宗不良事件通報，其中 1 宗屬嚴重不良事件。
- 截至3月14日下午4 時，累計共28,767人次完成接種首劑新冠疫苗，至今共有 62,004人次預約接種。過去 24小時，衛生局接獲 4宗不良事件通報，均屬輕微不良。由開始接種疫苗至今，累計62宗不良事件通報，其中 1宗為嚴重不良事件。
- 截至4月12日下午4時，共有69,149人次接種新冠疫苗，其中逾 5.8萬人接種國藥疫苗，佔 85%；另有 1萬人次接種mRNA疫苗，約佔 1成 5。目前近 2.9萬名外僱預約接種新冠疫苗，在澳就讀的外地大學生2,410人次，非澳門居民 776人次，衛生局稱預約情況符合預期。
- 截至4月13日下午4時，累計 12.3萬人次預約接種疫苗，其中，逾 7.1萬人次完成接種，累計接獲不良事件 293宗。
- 截至4月16日下午4時，共27,052人完成接種 2劑新冠疫苗，累計錄得 323宗不良事件通報，其中嚴重不良事件 2宗，
- 截至4月26日，澳門新冠疫苗接種率至今為 9%，每 100人已接種 14劑疫苗，政府表示一定不滿意這個接種率，但同時指出現時預約接種疫苗趨勢上升，由最初每日數百人至近日有 2,000至3,000人，形容預約情況不錯，反映市民接種疫苗意願愈來愈大。截止下午4 時，累計共 156,510人次預約接種新冠疫苗，已接種人數 62,155人，當中 33,474人已接種第 2劑疫苗。過去 24小時接獲 10宗接種不良事件，累計共 427宗。
- 截至4月29日下午4時，累計已接種新冠疫苗劑數為166,856劑，已接種人數共有104,579人，其中已接種1劑有41,684人，已完成接種2劑有62,859人。另外，在過去24小時，衛生局接獲26宗不良事件通報，包括0宗嚴重不良事件，26宗輕微不良事件（14例為國藥滅活疫苗，12例為BNT mRNA疫苗)；由開始接種疫苗至今，累計744宗不良事件通報，包括3宗嚴重不良事件，741宗輕微不良事件。
- 截至6月12日，過去 24小時共接獲30宗輕微不良事件通報，其中 22宗涉及接種國藥疫苗，8宗接種 BioNTech疫苗。由新冠疫苗開始接種至今，累計通報 978宗不良事件，其中3宗屬嚴重不良。
- 截至7月29日下午4時，澳門已接種疫苗劑數為501,061劑，已接種人數共有282,047人，其中僅接種第1劑有61,294人，已接種第2劑有220,753人。在過去24小時，衛生局接獲22宗不良事件通報，包括1宗嚴重不良事件，21宗輕微不良事件（14例為國藥滅活疫苗，7例為BNT mRNA疫苗）；由開始接種疫苗至今，累計2,146宗不良事件通報，包括7宗嚴重不良事件，2,139宗輕微不良事件。
- 截至8月16日下午4時，累計接種逾56.1萬劑新冠疫苗，已接種第2劑逾25.3萬人。
- 截至8月17日，過去24小時，衛生局接獲16宗不良事件通報，包括1宗嚴重不良事件和15宗輕微不良事件，累計2,365宗不良事件通報，包括8宗嚴重不良事件。
- 截至8月18日下午4時，本澳累計接種逾 56.8萬劑新冠疫苗，當中逾25.7萬人已接種第 2劑疫苗。過去24小時接獲23宗接種不良事件。
- 截至10月12日下午4時，全民接種率為59%，目標人群即12歲或以上人群接種率為66.5%。 又指，目前公務員接種率亦達78%。以按年齡段計算，12-19歲接種率36%，20-29歲78.6%，30-39歲接種率83%，40-49歲接種率88%，50-59歲接種率68%，60-69歲接種率43.6%，70-79歲接種率24.8%，80歲以上接種率6.3%。由2021年2月開始接種疫苗至今，累計3,063宗不良事件通報，包括8宗嚴重不良事件，3,055宗輕微不良事件。[25]

### 2022年
- 2022年3月3日，應變協調中心公佈目前全澳總人口的新冠疫苗接種覆蓋率為78%。其中，3至11歲的接種率為15.9%，12至19歲的接種率為75.7%，20至29歲的接種率為97.3%，30至39歲的接種率為99.3%，40至49歲的接種率為99.9%，50至59歲的接種率為84.7%，60至69歲的接種率為67.9%，70至79歲的接種率為51.1%，80歲或以上的接種率為22.3%。[51]

## 接種地點
| 實施日期                     | 地點                         | 提供疫苗種類 | 提供疫苗種類                       |
| 實施日期                     | 地點                         | 國藥滅活疫苗 | BioNTech mRNA疫苗 （包括二價疫苗） |
| ---------------------------- | ---------------------------- | ------------ | ---------------------------------- |
| 2021年2月9日- 2022年8月4日   | 仁伯爵綜合醫院24小時門診     |              |                                    |
| 2022年8月5日                 | 仁伯爵綜合醫院24小時門診     |              |                                    |
| 2021年2月9日- 2022年8月4日   | 仁伯爵綜合醫院血液樣本收集室 |              |                                    |
| 2021年2月9日                 | 黑沙環衛生中心               |              |                                    |
| 2021年2月9日                 | 筷子基衛生中心               |              |                                    |
| 2021年2月9日                 | 青洲衛生中心                 |              |                                    |
| 2021年2月9日- 2022年12月21日 | 塔石衛生中心                 |              |                                    |
| 2021年2月9日                 | 海傍衛生中心                 |              |                                    |
| 2021年2月9日                 | 下環衛生中心                 |              |                                    |
| 2021年2月9日                 | 海洋花園衛生中心             |              |                                    |
| 2021年2月9日                 | 湖畔嘉模衛生中心             |              |                                    |
| 2021年2月9日                 | 石排灣衛生中心               |              | ·                                  |
| 2021年2月9日                 | 路環衛生站                   |              |                                    |
| 2021年4月20日- 2022年8月2日  | 鏡湖醫院 （急診住院大樓1樓） |              |                                    |
| 2022年8月3日                 | 鏡湖醫院 （第二門診）        |              |                                    |
| 2021年5月17日                | 科大醫院 （科大醫院6樓）     |              |                                    |
| 2021年8月16日                | 捐血中心 （獲多利中心2樓）   |              |                                    |
| 2021年5月20日- 8月20日       | 綜藝館社區接種站             |              |                                    |
| 2021年8月21日                | 綜藝館社區接種站             |              |                                    |
| 2021年6月12日                | 工人醫療所台山診所           |              |                                    |
| 2021年6月12日                | 工人醫療所美的路診所         |              |                                    |
| 2021年6月21日- 2022年6月13日 | 望廈體育中心社區接種站       |              |                                    |
| 2022年12月14日-30日          | 望廈體育中心社區接種站       |              |                                    |
| 2022年12月20日               | 塔石體育館A館                |              |                                    |

## 備註
1. ↑  2022年12月19日新增僅限長者及5歲至11歲兒童，毋須預約
2. ↑  僅適用於捐血人士接種

## 外部連結
- 新型冠狀病毒疫苗資訊專頁 （页面存档备份，存于）